# Thomas Engl
Thomas Engl (9 de junio de 1955) es un expiloto de motociclismo alemán, que compitió en el Campeonato del Mundo de Motociclismo entre 1980 y 1989.

## Biografía
Engl debutó en el Mundial en el Gran Premio de Alemania de 1980 de 50cc a bordo de una Kreidler. El año siguiente disputó tres Grandes Premios sin poder entrar en zona de puntos. Paralelamente también disputará el campeonato europeo de los 50 cc acabando en quinta posición con un podio en la prueba de Italia. En 1982, realizará la temporada completa en el Mundial de 50cc (bajo una escudería creada por él mismo y bajo una moto Kreidler) y se clasificará en la duodécima posición del Campeonato Europeo. No sería hasta el Gran Premio de Austria de 1984 de 80cc donde inscribe su primer punto en el Mundial al clasificarse en décimo lugar. Su mejor actuación en el Mundial fue en 1989 cuando sumó tres puntos al clasificarse decimotercero en el Gran Premio de Yugoslavia de 80cc. Con esa misma máquina, acabará undécimo en el Europeo gracias a un cuarto lugar en la carrera alemana. Se retirará en 1990 tras no clasificarse en algunos Grandes Premios.

## Resultados

### Campeonato del Mundo de Motociclismo

#### Carreras por año
Sistema de puntos desde 1969 a 1987:
| Posición | 1.º | 2.º | 3.º | 4.º | 5.º | 6.º | 7.º | 8.º | 9.º | 10.º |
| Puntos   | 15  | 12  | 10  | 8   | 6   | 5   | 4   | 3   | 2   | 1    |

Sistema de puntos desde 1988 a 1992:
| Posición | 1.º | 2.º | 3.º | 4.º | 5.º | 6.º | 7.º | 8.º | 9.º | 10.º | 11.º | 12.º | 13.º | 14.º | 15.º |
| Puntos   | 20  | 17  | 15  | 13  | 11  | 10  | 9   | 8   | 7   | 6    | 5    | 4    | 3    | 2    | 1    |

(Carreras en negrita indica pole position, carreras en cursiva indica vuelta rápida)
| Año  | Clase | Equipo        | Moto  | 1       | 2       | 3       | 4       | 5       | 6      | 7       | 8      | 9       | 10     | 11      | 12     | 13      | 14    | Pts. | Pos. |
| ---- | ----- | ------------- | ----- | ------- | ------- | ------- | ------- | ------- | ------ | ------- | ------ | ------- | ------ | ------- | ------ | ------- | ----- | ---- | ---- |
| 1980 | 50cc  | Kreidler      | NAT - | ESP -   |         | YUG -   | NED -   | BEL -   |        |         |        | GER Ret |        |         |        |         |       | 0    | -    |
| 1981 | 50cc  | Kreidler      |       |         | GER -   | NAT -   |         | ESP -   | YUG -  | NED DNQ | BEL 18 | RSM 18  |        |         |        | CZE Ret |       | 0    | -    |
| 1982 | 50cc  | Engl          |       |         |         | ESP 20  | NAT -   | NED 23  |        | YUG Ret |        |         |        |         | RSM 12 | GER Ret |       | 0    | -    |
| 1983 | 50cc  | Engl Kreidler |       | FRA -   | NAT -   | GER 19  | ESP -   |         | YUG 12 | NED Ret |        |         |        |         | GER 15 |         |       | 0    | -    |
| 1984 | 80cc  | Sachs         |       | NAT -   | ESP -   | AUT 10  | GER -   |         | YUG -  | NED -   | BEL -  |         |        | RSM -   |        |         |       | 1    | 21.º |
| 1985 | 80cc  | ESCN          |       | ESP 16  | GER 23  | NAT 21  |         | YUG 26  | NED 25 |         | FRA 25 |         |        | RSM -   |        |         |       | 0    | -    |
| 1986 | 80cc  | ESCH          | ESP - | NAT Ret | GER Ret | AUT 18  | YUG 21  | NED DNQ |        |         | GBR 20 |         | RSM 23 | BDW 23  |        |         |       | 0    | -    |
| 1987 | 80cc  | ESCH          |       | ESP 21  | GER Ret | NAT Ret | AUT DNQ | YUG -   | NED -  |         | GBR 19 |         | CZE 20 | RSM Ret | POR -  |         |       | 0    | -    |
| 1988 | 80cc  | Krauser       |       |         | ESP DNQ | EXP 24  | NAT DNQ | GER DNQ |        | NED 21  |        | YUG 27  |        |         |        | CZE 24  |       | 0    | -    |
| 1989 | 80cc  | Krauser       |       |         |         | ESP 22  | NAT Ret | GER Ret |        | YUG 13  | NED 23 |         |        |         |        | CZE 25  |       | 3    | 28.º |
| 1990 | 125cc | Honda HRE     | JPN - |         | ESP -   | NAT -   | GER DNQ | AUT DNQ | YUG -  | NED DNQ | BEL -  | FRA -   | GBR -  | SWE -   | CZE -  | HUN -   | AUS - | 0    | -    |